# Đô la Newfoundland
Đô la Newfoundland đã là loại tiền tệ của thuộc địa và Dominion of Newfoundland từ năm 1865 cho đến năm 1949, khi Newfoundland trở thành một tỉnh của Canada. Nó có giá trị bằng 100 Cent.

## Lịch sử
Trong năm 1865, đồng đô la Newfoundland đã được thay thế cho đồng pound tại một tỷ lệ là 1 đô la = 4 shilling 2 penny (50 penny), hơi cao hơn so với đồng đô la Canada (trị giá 4s 1.3d). Điểm quan trọng này đã được đánh giá là 2 cent sẽ được ngang bằng với 1 penny sterling. Nó được coi như là một nguy cơ cho việc lựa chọn áp dụng hệ thống Anh hay hệ thống Mỹ. Nó cũng có chịu tác động của sự sắp hàng đơn vị Newfoundland tới đơn vị đô la tại colony Anh Đông Caribê. Đồng đô la Tây Ấn Độ đã trực tiếp được chuyển sang từ đô la Tây Ban Nha (một phần tám). Trong năm 1895, sau một cuộc khủng hoảng ngân hàng, các ngân hàng Canada chuyển đến Newfoundland và giá trị của đồng đô la Newfoundland đã được điều chỉnh để giá trị của nó bằng với đồng đô la Canada, một sự mất giá 1,4% giá trị. Đô la Newfoundland đã được thay thế bằng đồng đô la Canada tại với mệnh giá tương đương trong khi Newfoundland đã tham gia Canada trong năm 1949.
Khác với colony Anh Bắc Mỹ đã được thông qua đơn vị Mỹ cùng một khoảng thời gian mà Newfoundland đã thông qua đơn vị Tây Ấn Độ. Sự chênh lệch nhỏ giữa đơn vị của Mỹ và đơn vị Tây Ấn Độ là do vào thực tế là năm 1792, Hamilton tại kho bạc Mỹ đã mất đi một lượng trung bình của độ mòn đô la Tây Ban Nha trở thành đơn vị tiền tệ mới của mỹ.

## Tiền xu
Trong năm 1865, những đồng xu đã được giới thiệu với mệnh giá là 1, 5, 10 và 20 cent, và 2 đô la. 1 cent là struck bằng đồng, 5, 10 và 20 cent bằng bạc và 2 đô la (cũng được chỉ tên như là "Two Hundred Cents" và "One Hundred Pence") bằng vàng. 50 cent bằng bạc đã được giới thiệu trong năm 1870, với 20 cent được thay thế bằng 25 cent tiền xu trong năm 1917. Một đồng nhỏ hơn 1 cent tiền xu đã được giới thiệu trong năm 1938.

## Giấy bạc
Bản mẫu:Coin image box 2 singles
Trong năm 1865, một ngân hàng điều lệ, Commercial Bank of Newfoundland đã bắt đầu phát hành giấy bạc với chỉ tên là pound và đô la, bằng cách sử dụng một tỷ lệ là 4 đô la = 1 pound. Khi tỷ lệ này phù hợp với tỷ lệ được sử dụng tại Canada vào thời điểm, nó có thể là những giấy bạc không được sử dụng như là dành cho đô la Newfoundland. Trong những năm 1880, cả hai ngân hàng là Commercial Bank và Union Bank of Newfoundland ban hành các giấy bạc chỉ tên duy nhất trong những đồng đô la. Những mệnh giá là 2, 5, 10, 20 và 50 đô la đã được ban hành. Tuy nhiên, vào năm 1894, cả hai ngân hàng đã bị sụp đổ.

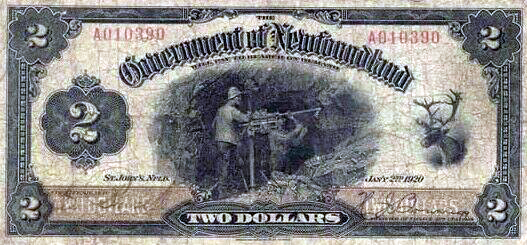
Kho bạc giấy bạc $2

Sở Công công của chính phủ giới thiệu về tiền mặt trong năm 1901 trong những mệnh giá của 40, 50 và 80 cent, 1 và 5 đô la. Trong năm 1910, 25 cent và 2 đô la đã được thêm vào. Trong năm 1920, các kho bạc giới thiệu giấy bạc 1 và 2 đô la.

## Khác
- Krause, Chester L. & Clifford Mishler (1991). Standard Catalog of World Coins: 1801-1991 (ấn bản thứ 18). Krause Publications. ISBN 0-87341-150-1.
- Pick, Albert (1994). Standard Catalog of World Paper Money: General Issues. Colin R. Bruce II and Neil Shafer (editors) (ấn bản thứ 7). Krause Publications. ISBN 0-87341-207-9.
- Pick, Albert (1990). Standard Catalog of World Paper Money: Specialized Issues. Colin R. Bruce II and Neil Shafer (editors) (ấn bản thứ 6). Krause Publications. ISBN 0-87341-149-8.